# Guido Novello Guidi, conte di Raggiolo
Guido Novello Guidi, anche Guido Novello il Giovane o Guido Novello di Raggiolo (1280 circa – 1320), è stato un nobile italiano.
Fu uno dei feudatari più importanti del Casentino e del contado di Arezzo all'inizio del XIV secolo. Il suo feudo principale era la valle del Teggina, col borgo di Raggiolo come centro.

## Biografia

### Origini e giovinezza
Era figlio del conte Federico Novello Guidi e di Elena degli Ubaldini. Le famiglie dei genitori, entrambe fortemente ghibelline, stabilirono l'orientamento politico del futuro conte fin dalla giovinezza. Unico figlio maschio del padre, alla sua morte nel 1290 circa ereditò quindi il patrimonio familiare, ma in quanto minorenne dovette aspettare alcuni anni per entrarne in possesso, venendo emancipato solo nel 1301.
A rafforzare l'orientamento ghibellino di Guido fu la guerra più o meno costante che la città di Firenze intraprese contro la sua famiglia, i Conti Guidi, al fine di sequestrare loro i vasti feudi che possedevano nella Toscana orientale. La tutela del giovane rampollo fu affidata a suo zio, Manfredi Guidi, ma egli inizialmente non fu in grado di contrastare i fiorentini, che conquistarono i possedimenti familiari del Mugello. Mentre Manfredi si riappacificò con Firenze e rinunciò ai suoi diritti in cambio di 3000 fiorini, il giovane Guido invece rifiutò qualsiasi accordo, anzi accogliendo numerosi fuoriusciti fiorentini tra i quali il notaio ser Giovanni di Buto, che divenne suo fidato consigliere.

### Conte di Raggiolo
Entrato in possesso del suo patrimonio nel 1301, Guido Novello adottò come titolo primario quello di conte di Raggiolo, borgo che divenne il suo principale feudo e dove viveva stabilmente. Nei primi anni 1300 viaggiò spesso per la Toscana, occupandosi di riappacificare le numerose fazioni interne alla sua famiglia, spesso in conflitto tra loro. Nel 1302 partecipò al convegno di San Godenzo, dove i Guidi appoggiarono i guelfi bianchi esiliati da Firenze nel loro tentativo (poi fallito) di rientrarvi. A differenza di Dante Alighieri, presente al convegno e che non appoggiò l'iniziativa, è probabile che invece Guido Novello si unisse ai guelfi bianchi, combattendo anche nella disastrosa battaglia della Lastra del 1304.
Constatata la rovina politica dei guelfi bianchi, Guido Novello rientrò a Raggiolo e da allora si allontanò poche volte dal suo feudo; fece eccezione la discesa in Italia di Enrico VII di Germania, che spinse il conte ad appoggiarlo e ad incontrarlo a Pisa nel 1312. Fu uno dei sostenitori italiani più ferventi di Enrico, e ne scortò anche il corpo dopo la sua morte, tanto da fregiarsi successivamente nel suo stemma dell'aquila imperiale (come ricordato dagli appunti di Giovanni di Buto). Gli anni successivi li passò invece in faida contro il parente Tancredi Guidi, che aveva ricevuto concessioni da Enrico VII giudicate irregolari dal resto della famiglia. Il conflitto raggiunse il culmine nel 1315, quando uomini di Tancredi attaccarono e incendiarono il castello di Raggiolo; questo fatto e le difficoltà finanziarie del conte lo spinsero a cercare infine la pace, raggiunta nel 1316 a Castel San Niccolò.

### Difficoltà finanziarie e prosperità del feudo
Guido Novello dovette sovente fare i conti con forti difficoltà finanziarie, derivanti dai costanti conflitti in cui la sua numerosa famiglia era impegnata e dalle importanti doti spettanti alle sue sorelle. Fin da giovane quindi, nonostante l'inimicizia con Firenze, fu costretto a contrarre numerosi debiti con i banchieri fiorentini, fra cui anche i Medici. Si indebitò anche con altre famiglie nobili, come i Tarlati e i parenti Guidi di Battifolle; con quest'ultimi si legò anche familiarmente, sposando Parta Guidi di Battifolle in data ignota.
Nonostante i problemi economici, sotto la sua amministrazione il suo dominio della Valteggina prosperò. Attorno al fiume Teggina, il cui corso Guido Novello controllava interamente, sorsero numerosi mulini e opifici, concessi in affitto anche a imprenditori fiorentini che accrescevano le rendite derivanti dal feudo. Uomo colto, apprezzava il dolce stil novo, ed era in corrispondenza anche con letterati come Cino da Pistoia.

### Morte ed eredità
Nel 1320, durante una visita ai parenti di Battifolle, redasse testamento, datato 15 marzo dello stesso anno per opera di Giovanni di Buto. Dopo quella data si perdono le tracce del conte, segno che dovette morire di lì a poco. Nel testamento espresse la volontà di essere sepolto nel convento di Certomondo, presso Poppi, principale feudo dei Conti Guidi.
Il conte non aveva eredi diretti, essendo il suo matrimonio con Parta Guidi rimasto senza figli. Alla coniuge lasciò in eredità il castello di Raggiolo e una rendita di 5000 fiorini, mentre la maggior parte dei beni restanti fu lasciata ai parenti di Battifolle. Dispose anche numerosi lasciti per vari conventi e chiese. Cosa sorprendente, ricordò nelle sue volontà anche numerosi dei suoi collaboratori più stretti, come i notai Giovanni di Buto e Caprino da Raggiolo, l'armigero Bartolino di Campi, il vignaiolo Lando di Poppi e le cameriere della moglie, persone che poterono beneficiare quindi di sostanziose concessioni e lasciti. Lasciò anche stabilito che se entro vent'anni dalla sua morte fosse stata bandita una crociata, sarebbe dovuto essere armato e pagato un soldato che vi partecipasse in sua vece.
Non ebbe discendenza legittima, lasciando invece quattro figli illegittimi: due femmine, Elena e Francesca, divennero suore ad Arezzo, mentre due maschi, Agnolo e Leonello, ricevettero in eredità alcuni beni del padre. In seguito Agnolo, associandosi ai Guidi di Battifolle, tentò di reclamare il feudo di Raggiolo e di muovere a sua volta guerra contro Firenze. Dopo la morte di Guido Novello tuttavia l'autorità dei Guidi sul Casentino andò sempre di più indebolendosi, finché nel corso del XV secolo i fiorentini conquistarono la vallata e rasero al suolo tutti i castelli appartenuti al conte.

## Ascendenza
|                                        |   |                              | Genitori                 |  |  | Nonni |  |  | Bisnonni              |  |  | Trisnonni              |  |
|                                        |   |                              |                          |  |  |       |  |  | Guido Guerra IV Guidi |  |  | Guido Guerra III Guidi |  |
|                                        |   |                              |                          |  |  |       |  |  | Guido Guerra IV Guidi |  |  | Guido Guerra III Guidi |  |
|                                        |   | Gualdrada Berti              |                          |  |  |       |  |  | Guido Guerra IV Guidi |  |  |                        |  |
| Guido Novello Guidi                    |   |                              |                          |  |  |       |  |  | Guido Guerra IV Guidi |  |  |                        |  |
|                                        |   | Giovanna Pallavicino         | …                        |  |  |       |  |  |                       |  |  |                        |  |
|                                        |   | Giovanna Pallavicino         | …                        |  |  |       |  |  |                       |  |  |                        |  |
|                                        |   | Giovanna Pallavicino         | …                        |  |  |       |  |  |                       |  |  |                        |  |
| Federico Novello Guidi                 |   | Giovanna Pallavicino         |                          |  |  |       |  |  |                       |  |  |                        |  |
|                                        |   | Ugolino della Gherardesca    | Guelfo della Gherardesca |  |  |       |  |  |                       |  |  |                        |  |
|                                        |   | Ugolino della Gherardesca    | Guelfo della Gherardesca |  |  |       |  |  |                       |  |  |                        |  |
|                                        |   | Ugolino della Gherardesca    | Uguccionella Upezzinghi  |  |  |       |  |  |                       |  |  |                        |  |
| Gherardesca della Gherardesca          |   | Ugolino della Gherardesca    |                          |  |  |       |  |  |                       |  |  |                        |  |
|                                        |   | Ildebrandesca Pannocchieschi | …                        |  |  |       |  |  |                       |  |  |                        |  |
|                                        |   | Ildebrandesca Pannocchieschi | …                        |  |  |       |  |  |                       |  |  |                        |  |
|                                        |   | Ildebrandesca Pannocchieschi | …                        |  |  |       |  |  |                       |  |  |                        |  |
| Guido Novello Guidi, conte di Raggiolo |   | Ildebrandesca Pannocchieschi |                          |  |  |       |  |  |                       |  |  |                        |  |
|                                        | … | …                            |                          |  |  |       |  |  |                       |  |  |                        |  |
|                                        | … | …                            |                          |  |  |       |  |  |                       |  |  |                        |  |
|                                        | … | …                            |                          |  |  |       |  |  |                       |  |  |                        |  |
| famiglia Ubaldini                      | … |                              |                          |  |  |       |  |  |                       |  |  |                        |  |
|                                        |   | …                            | …                        |  |  |       |  |  |                       |  |  |                        |  |
|                                        |   | …                            | …                        |  |  |       |  |  |                       |  |  |                        |  |
|                                        |   | …                            | …                        |  |  |       |  |  |                       |  |  |                        |  |
| Elena degli Ubaldini                   |   | …                            |                          |  |  |       |  |  |                       |  |  |                        |  |
|                                        |   | …                            | …                        |  |  |       |  |  |                       |  |  |                        |  |
|                                        |   | …                            | …                        |  |  |       |  |  |                       |  |  |                        |  |
|                                        |   | …                            | …                        |  |  |       |  |  |                       |  |  |                        |  |
| …                                      |   | …                            |                          |  |  |       |  |  |                       |  |  |                        |  |
|                                        |   | …                            | …                        |  |  |       |  |  |                       |  |  |                        |  |
|                                        |   | …                            | …                        |  |  |       |  |  |                       |  |  |                        |  |
|                                        |   | …                            | …                        |  |  |       |  |  |                       |  |  |                        |  |
|                                        |   | …                            |                          |  |  |       |  |  |                       |  |  |                        |  |